# Imaginative Tales
Imaginative Tales (litt. en français : « Contes imaginatifs ») est un ancien magazine américain de fantasy (en) et de science-fiction lancé en septembre 1954 par la Greenleaf Publishing Company (en) de William Hamling (en).
Il est créé en tant que magazine apparenté à Imagination, qu'Hamling avait acquis auprès de la Clark Publishing de Raymond A. Palmer. Imaginative Tales commence par publier de la fantasy humoristique de la longueur d'un roman, les premiers numéros présentant des histoires de Charles F. Myers et Robert Bloch.
Après un an, Hamling se tourne vers la science-fiction et son contenu est devenu similaire à celui d'Imagination, en publiant du space opera général. En 1958, face à l'intérêt du public pour l'espace, Hamling change le titre en Space Travel (en français : « Voyage spatial »), mais cela n'a que peu d'effet sur les ventes. La diffusion des magazines souffre de l'essor du livre de poche, et la liquidation en 1957 d'American News Company, un important distributeur de magazines, rend encore plus difficile la survie des petits magazines. Hamling cesse finalement de publier Imaginative Tales et Imagination en 1958, préférant investir dans Rogue (en), un magazine pour hommes qu'il lance en imitant Playboy en 1955.

## Histoire de la publication
| Année | Jan  | Fév | Mar  | Avr | Mai  | Juin | Juillet | Août | Sep  | Oct | Nov  | Déc |
| --- | ---- | --- | ---- | --- | ---- | ---- | ------- | ---- | ---- | --- | ---- | --- |
| 1954 |      |     |      |     |      |      |         |      | no 1 |     | no 2 |     |
| 1955 | no 3 |     | no 4 |     | no 5 |      | 1/6     |      | 2/1  |     | 2/2  |     |
| 1956 | 3/1  |     | 3/2  |     | 3/3  |      | 3/4     |      | 3/5  |     | 3/6  |     |
| 1957 | 4/1  |     | 4/2  |     | 4/3  |      | 4/4     |      | 4/5  |     | 4/6  |     |
| 1958 | 5/1  |     | 5/2  |     | 5/3  |      | 5/4     |      | 5/5  |     | 5/6  |     |
| William et Frances Hamling ont été rédacteurs tout au long du tirage. Le titre a changé pour Space Travel avec le numéro de juillet 1958. |      |     |      |     |      |      |         |      |      |     |      |     |

Le magazine américain de science-fiction (SF) apparait pour la première fois dans les années 1920 avec le lancement d'Amazing Stories, un magazine pulp publié par Hugo Gernsback. La Seconde Guerre mondiale et les pénuries de papier qui en résultent interrompent l'expansion du marché de ce genre littéraire, mais  il commence à se redresser à la fin des années 1940. D'un minimum de huit magazines actifs en 1946, le domaine s'étend à 20 en 1950, et 22 autres commencent à paraitre en 1954. L'un de ces nouveaux titres est Imagination, lancé à la fin des années 1950 par Raymond Palmer, qui avait récemment quitté la maison d'édition Ziff-Davis, où il avait édité Amazing Stories. En septembre 1950, Ziff-Davis décide de déménager de Chicago à New York, et Palmer vendit rapidement Imagination à William Hamling (en), un éditeur de Ziff-Davis qui ne voulait pas déménager et qui, comme Palmer, choisit plutôt de devenir éditeur indépendant,. En 1954, Hamling lance un magazine de fantasy en complément d'Imagination. Il l'intitule Imaginative Tales ; l'historien de la science-fiction Mike Ashley (en) remarque qu'Hamling lance un deuxième titre étonnement tard, car il aurait pu être plus rentable plus tôt dans le boom des magazines de SF, lequel s'estompait à la fin de 1954.
Lorsqu'Hamling annonce le magazine dans un éditorial d'Imagination, il déclare : « En fait, nous ne savons pas s'il s'agit d'un magazine ou d'un livre de poche sous forme de magazine », ajoutant qu'il contiendrait généralement des œuvres de la longueur d'un livre. Au départ, le format du magazine est proche de celui de Galaxy Science Fiction Novels (en), une série de romans petit format lancée en 1950 en complément de Galaxy Science Fiction,.
Frank M. Robinson, un écrivain de science-fiction ami d'Hamling, suggère de changer le titre d'Imaginative Tales en Caravan et d'imprimer des romans d'aventures pour hommes. Hamling connait Hugh Hefner, l'éditeur de Playboy, qui lui organise un déjeuner avec le distributeur de ce dernier pour en discuter. Le distributeur n'est pas impressionné et Hamling lance plutôt l'idée d'un magazine qui concurrencerait Playboy. Cela donne Rogue (en), qui a été plus rentable que n'importe lequel des titres de science-fiction de Hamling,,.
À la fin des années 1950, les livres de poche supplantent les magazines dans les kiosques à journaux, et les revendeurs sont très réticents à proposer de nouveaux magazines. Un nouveau coup dur est porté en 1957 avec la faillite d'American News Company, le plus important distributeur de magazines américain à l'époque. La perturbation créée sonne le glas de nombreux titres de SF. Hamling rebaptise Imaginative Tales en Space Travel au numéro de juillet 1958 dans l'espoir profiter de l'intérêt du public au cours des premières années du programme spatial. Ça n'a a aucun impact sur les ventes, même si l'historien Mike Ashley attribue cet échec au manque d'intérêt des libraires pour les nouveaux magazines. À la fin de 1958, les deux titres de science-fiction sont arrêtés et Hamling investit dans Rogue (en) à la place.

## Contenu et réception

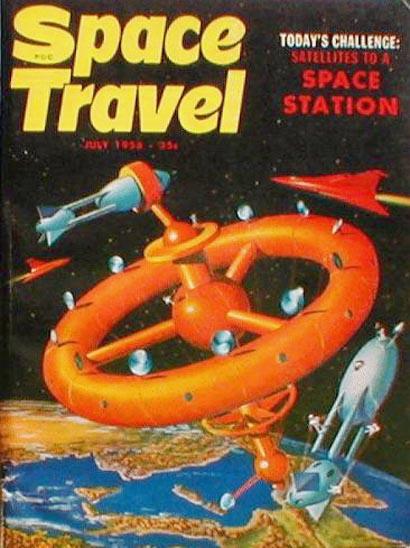
Le premier numéro sous le nouveau titre, Space Travel, daté de juillet 1958. La couverture est de Malcolm Smith.

### Période Imaginative Tales
À Ziff-Davis, Hamling se familiarise avec Fantastic Adventures, le compagnon fantasie d'Amazing Stories du même éditeur, et il est fan des histoires de « Toffee » par Charles F. Myers, parues dans les Fantastic Adventures de la fin des années 1940. Il s'agit d'histoires humoristiques sur un homme et sa belle petite amie imaginaire, Toffee, avec ce que l'historien de la science-fiction Joe Sanders appelle une « posture coquine exagérée » : la nudité y est implicite mais jamais directement décrite, et le sexe n'est qu'évoqué. Hamling fait imprimer plusieurs histoires de « Toffee » dans Imagination et lorsqu'il lance Imaginative Tales, il fait réimprimer Shades of Toffee (en français : « Nuances de Toffee »), une histoire de la longueur d'un livre parue dans le Fantastic Adventures de juin 1950, dans le premier numéro,,. Les six premiers numéros proposent des romans dans la veine de Charles Myers ou de Robert Bloch et des nouvelles font rapidement leur apparition. Avec le septième numéro, daté de septembre 1955, Hamling transforme Imaginative Tales pour qu'il ressemble davantage à Imagination, imprimant de la science-fiction au lieu de la fantasy.

### Période Space Travel
Les sources qui évoquent le contenu publié par la suite sont contrastées sur sa qualité, comme Mike Ashley qui le résume à du « space opera sans intérêt »,. On retrouve parmi les contributeurs réguliers certains des auteurs qui écrivent pour Imagination, notamment Geoff St. Reynard et Dwight V. Swain (en),. Hamling obtient des histoires d'Edmond Hamilton, que Sanders considère comme « le plus agréable à lire des romanciers »,, mais il publie aussi The Metal Emperor (« L'Empereur de métal » en anglais) de Raymond Palmer - « une aventure épouvantable à la Shaver (en) » selon Ashley, et « probablement la pire histoire publiée dans l'un des magazines de Hamling » selon Sanders,.
La première publication d'Henry Slesar, The Brat (« Le Morveux » en anglais), parait dans le numéro de novembre 1955. Parmi les autres écrivains figurent beaucoup d'auteurs qui ont souvent contribué à Amazing Stories et qu'Hamling connaissait de son passage à Ziff-Davis.
Des rubriques de non-fiction apparaissent lorsqu'Hamling abandonne le format réservé aux romans : le courrier, des éditoriaux et une chronique d'actualités sur les films de science-fiction (« Scientifilm Marquee »), rédigée par Forrest Ackerman. Avec le changement de titre en Space Travel, des articles scientifiques d'Henry Bott et Guenther Schmidt sont ajoutés.

## Détails bibliographiques
Les 26 numéros du magazine sont de la taille d'un petit format, édités par William Hamling et publiés par sa Greenleaf Publishing Company (en), basée à Evanston dans l'Illinois. La parution est bimestrielle et parfaitement régulière. Les publications n'affichent au départ qu'un numéro, sans volume ; à partir du sixième, ce format est remplacé par un système de volume/numéro. Un total de cinq volumes est publié, tous composés de six numéros, sauf le deuxième, composé de deux. Le premier exemplaire compte 160 pages et tous les numéros restants en comptent 128. Le prix de vente par exemplaire reste de 0,35 $ du début à la fin.